# (74033) 1998 HW27
(74033) 1998 HW27 – planetoida z pasa głównego asteroid okrążająca Słońce w ciągu 3,37 lat w średniej odległości 2,25 j.a. Odkryta 22 kwietnia 1998 roku.